# (2615) Saito
(2615) Saito (1951 RJ; 1955 FC2; 1967 JS; 1979 OD13; 1979 QB8) ist ein  ungefähr 16 Kilometer großer Asteroid des inneren Hauptgürtels, der am 4. September 1951 vom deutschen Astronomen Karl Wilhelm Reinmuth an der Landessternwarte Heidelberg-Königstuhl auf dem Westgipfel des Königstuhls bei Heidelberg (IAU-Code 024) entdeckt wurde. Er gehört zur Hygiea-Familie, einer Gruppe von Asteroiden, die nach (10) Hygiea benannt ist.

## Benennung
(2615) Saito wurde nach dem Astrophysiker Keiji Saito benannt, der von 1961 bis 1985 am Tokyo Astronomical Observatory die Physik von Kometen und Meteoren studierte. Während seinem Studium war er einer der Entdecker der wiederkehrenden Nova T Coronae Borealis bei ihrem Auftreten 1946.